# Sigmatomera
Sigmatomera es un género de dípteros nematóceros perteneciente a la familia Limoniidae. Se distribuye por el sur de Norteamérica, Sudamérica & Australasia.

## Especies
- Contiene las siguientes especies:
- Subgenus Austrolimnobia Alexander, 1922

- S. bullocki (Alexander, 1936)
- S. magnifica (Alexander, 1913)
- S. maiae (Alexander, 1929)
- S. plaumanniana Alexander, 1938
- S. rarissima Alexander, 1941
- S. rufa (Hudson, 1895)
- S. spectabilis (Alexander, 1922)
- S. victoriae (Alexander, 1924)
- S. woytkowskiana Alexander, 1941

- Subgenus Eufurina Alexander, 1946

- S. rufithorax (Wiedemann, 1828)

- Subgenus Sigmatomera Osten Sacken, 1869

- S. aequinoctialis Alexander, 1937
- S. amazonica Westwood, 1881
- S. angustirostris Alexander, 1947
- S. apicalis Alexander, 1914
- S. beebei Alexander, 1950
- S. felix Alexander, 1957
- S. flavipennis Osten Sacken, 1873
- S. geijskesana Alexander, 1946
- S. occulta Alexander, 1914
- S. pictipennis Alexander, 1937
- S. seguyi Alexander, 1929
- S. shannoniana Alexander, 1929
- S. varicornis Alexander, 1936